# 盲妹雪恨

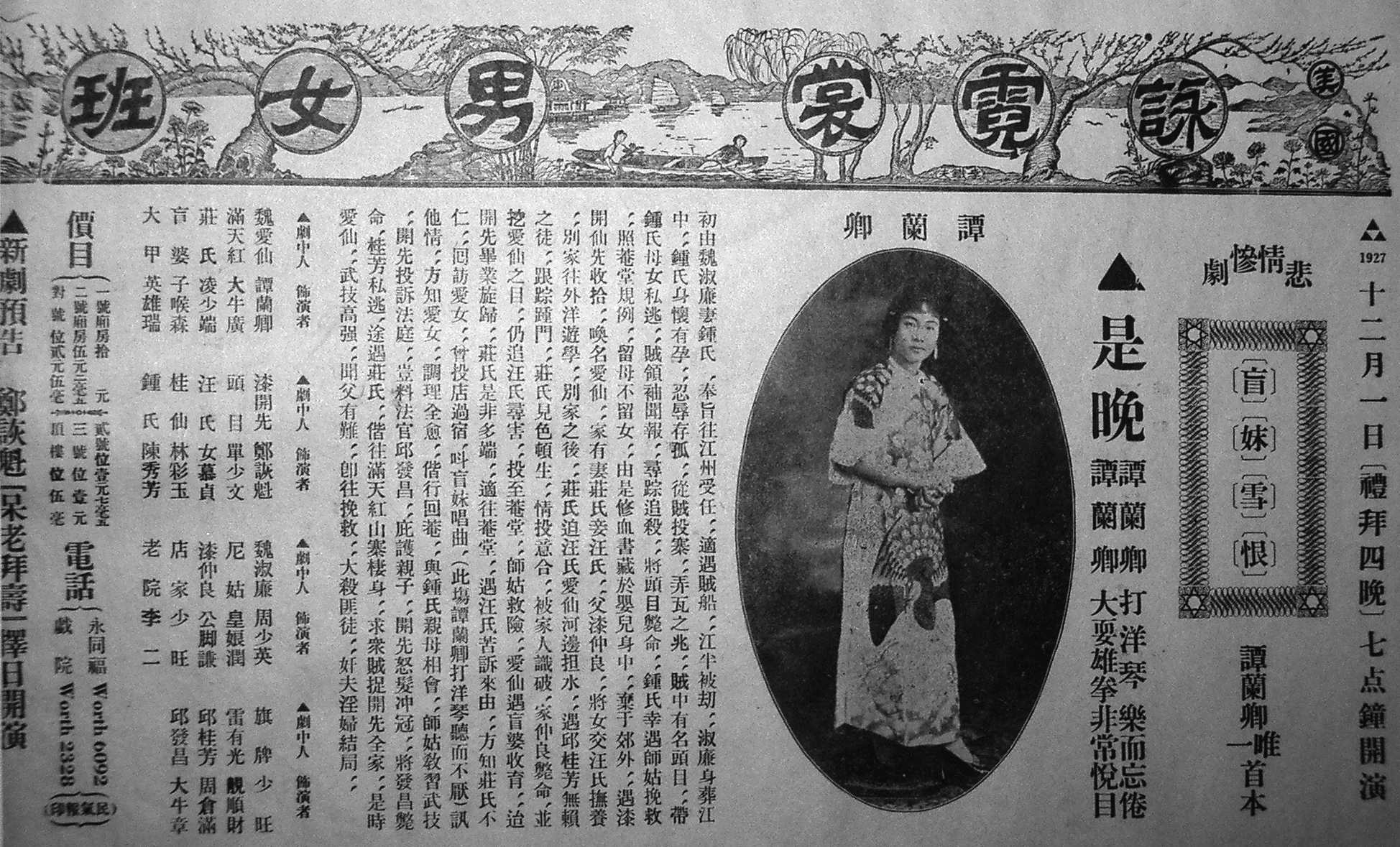
1927年的美國粵劇《盲妹雪恨》的戲橋

《盲妹雪恨》（Revenge of the Blind Girl）是一齣悲情悲劇的美國粵劇。它是美國粵劇團「詠霓裳男女班」的戲目，1927年12月1日在美國舊金山永同福戲院演出。

## 本事
- 第一幕：魏淑廉與妻子鍾氏奉旨往江州（現在江西省及浙江省的交界）受任，適遇賊船，於江上被劫，淑廉身葬江中。
- 第二幕：鍾氏身懷有孕，忍辱存孤，從賊投寨，弄瓦之兆，賊中有名頭目帶鍾氏母女私逃。賊頭滿天紅聞報，尋蹤追殺，將頭目斃命，鍾氏幸遇師姑挽救，照菴堂規例，留母不留女，由是修血書藏於嬰兒身上，棄於郊外，被漆開先拾獲收養，喚名「愛仙」。
- 第三幕：漆開先家有老父漆仲良、妻子莊氏、妾侍汪氏。他將愛仙交汪氏撫養後，離家往外洋遊學。離家之後，莊氏逼汪氏、愛仙河邊擔水，遇無賴之徒邱桂芳，跟蹤踵門。莊氏與邱情投意合，被家人識破，公公因而喪命於兩人之手。
- 第四幕：姦夫淫婦並挖愛仙之目，仍追殺汪氏。汪氏投至菴堂，為師姑所救，愛仙亦被盲婆收育。
- 第五幕：迨漆開先畢業歸來，莊氏搬弄是非，掩蓋真象。適開先前往菴堂，遇汪氏苦訴來由，方知莊氏不仁。
- 第六幕：漆開先尋訪女兒愛仙，曾投店過宿，叫盲妹唱曲，詢問後方知其即為愛仙。投醫治理痊愈後，偕行回菴。愛仙與親母鍾氏相會，後由師姑教習武技。
- 第七幕：漆開先投訴法庭，豈料法官邱發昌恰為邱桂芳之父，遂庇護其親子。開先盛怒之下，將邱發昌擊斃。邱桂芳出逃，途遇莊氏，偕往滿天紅山寨棲身，求眾賊捉漆開先全家。是時愛仙武技高強，聞父有難，即往挽救，大殺匪徒及姦夫淫婦，全劇圓滿結局。

## 演員表
- 主要演員：
  - 正印花旦譚蘭卿飾演魏愛仙；
  - 丑生鄭詼魁飾演漆開先；

- 忠角
  - 皇娘潤飾演俠骨柔腸的尼姑

- 歹角：
  - 大牛廣飾演賊頭滿天紅
  - 凌少端飾演紅杏出牆的淫婦莊氏；
  - 周倉滿飾演姦夫無賴邱桂芳；
  - 大牛章飾演旬私的法官邱發昌；

- 其它角色：
  - 周少英飾演魏淑廉；
  - 少旺飾演旗牌
  - 單少文飾演頭目
  - 靚順財飾演雷有光
  - 女慕貞飾演汪氏；
  - 公腳謙飾演漆仲良；
  - 子喉森飾演盲婆；
  - 林彩玉飾演桂仙；
  - 少旺飾演店家；
  - 英雄瑞飾演大甲；
  - 陳秀芳飾演鍾氏；
  - 李二飾演老院。

## 票價
- 一號廂房：10美元；
- 二號廂房：5.25美元；
- 對號位：2.5美元；
- 二號位：1.75美元；
- 三號位：1美元；
- 頂樓位：0.5美元。